# Nguyễn Văn Hùng (game thủ)
Nguyễn Văn Hùng (sinh ngày 28 tháng 1 năm 1996 tại Gia Lâm, Hà Nội) là một người chơi Age of Empires (Đế chế) chuyên nghiệp tại Việt Nam. Nguyễn Văn Hùng có biệt danh BiBi, ngoài ra anh được mệnh danh là "siêu nhân" của AOE Việt Nam, hoặc "ông vua không ngai" của làng đế chế Việt.
BiBi bắt đầu chơi game từ năm 13 tuổi (2009) khi được phát hiện từ cuộc thi tìm kiếm tài năng trẻ của clan Skyred. Anh tập trung chơi Age of Empires chuyên nghiệp từ năm 17 tuổi (2013), nhanh chóng trở thành một trong những game thủ hàng đầu hiện nay cùng với Chim sẻ đi nắng, Hồng Anh. Anh đã tự lập cho mình một đội Đế Chế riêng mang tên BiBi Club sau khi rời Skyred.
Lối đánh của BiBi là chém toàn diện với cung chủ lực, ở thời điểm hiện tại anh là đối trọng số 1 của Chim sẻ đi nắng.

## Thành tích
Giải AoE Hà Nội Open 5 - Trung Việt (2015)
Giải đấu có sự góp mặt của Chim Sẻ Đi Nắng và các tên tuổi của Age Of Empires Trung Quốc như Sơ Luyến, Lôi Lão Hổ, Phong Lưu Tình, Nhãn Tử.
- Vô địch nội dung 4vs4 random.
- Vô địch nội dung 2vs2 random.

Giải AOE Quảng Đông Open 1 (1-5 tháng 10 năm 2016)
BiBi cùng 11 game thủ đại diện cho Việt Nam thi đấu với 60 game thủ Trung Quốc tại các thể loại cá nhân, đồng đội R Shang, Shang Tự Do, 22 Shang, 44 Shang. 
- Vô địch ở nội dung 44 shang cùng Chim Sẻ Đi Nắng, Hoàng Mai Nhi, Cam Quýt.

AoE Bé Yêu Cup 2017
- Vô Địch 22 Shang Tự Do

Giải AoE Việt Trung 2017 (8-2017)
- Vô địch 22 shang Thuần Tiễn cùng Chim Sẻ Đi Nắng khi vượt qua ShenLong, Tiểu Thủy Ngư với tỉ số 4-2.

AoE Trung Việt 2018
- Vô địch 22 shang Thuần Tiễn cùng Chim Sẻ Đi Nắng khi vượt qua Đổ Thánh, Tiểu Thủy Ngư với tỉ số 4-3.

AoE Bé Yêu 2018
- Vô địch 44 Random

AoE Hà Nội Open 7 (2018)
- Vô địch 44 Random

#### AoE All Star Cup 2019 (2-2019)
Vô địch Solo Random sau khi vượt qua Chipboy với tỷ số 5-4